# Estação Ilha do Bispo
A Estação Ilha do Bispo é uma das estações do Sistema de Trens Urbanos de João Pessoa, situada em João Pessoa, entre a Estação Alto do Mateus e a Estação João Pessoa.
Localiza-se na Avenida Redenção. Atende o bairro da Ilha do Bispo.